# Natuashish
Natuashish är en ort i Kanada.   Den ligger i provinsen Newfoundland och Labrador, i den östra delen av landet, 1 500 km nordost om huvudstaden Ottawa. Natuashish ligger 5 meter över havet och antalet invånare är 706.
Terrängen runt Natuashish är kuperad åt nordväst, men åt sydost är den platt. Havet är nära Natuashish åt sydost. Trakten är glest befolkad.